# Empty Net Goal
Empty Net Goal, förkortatat ENG, term i ishockeystatistik som på svenska har sin motsvarighet i kommentatorsuttrycken "mål i tom bur" eller "mål i öppen kasse". Uttrycken syftar på att ishockeyns spelregler tillåter att ett lag byter ut och ersätter sin målvakt med en extra utespelare. Detta görs ofta av lag i underläge i slutet av en match. Det ger en bättre chans göra mål, men det ökar också risken för att släppa in mål och det är dessa mål som registreras i statistiken som Empty Net Goal.
Målvakten kan också tas ut vid avvaktande utvisningar, men då kan motståndarlaget inte göra mål eftersom domaren kommer att blåsa av matchen så fort det felande laget får pucken.